# 解放街道 (鞍山市)
解放街道，是中华人民共和国辽宁省鞍山市铁东区下辖的一个乡镇级行政单位。2019年12月，撤销长甸街道，下辖的6个社区成建制划入解放街道，将解放街道的2个社区成建制划入山南街道。

## 行政区划
解放街道下辖以下地区：
联盟社区、平安社区、荣光社区、长大社区、富强社区、荣誉社区、解放社区、教工社区、长影社区、影院社区、基建社区和商场社区。